# Сокиричи
Соки́ричи (укр. Сокиричі) — село в Киверцовской городской общине Луцкого района Волынской области Украине.
До 2020 года входило в Киверцовский район.
Код КОАТУУ — 0721886601. Население по переписи 2001 года составляет 640 человек. Почтовый индекс — 45223. Телефонный код — 3365. Занимает площадь 2,24 км².
На территории села расположено Волынское училище профессиональной подготовки работников милиции.